# كفاح مسلح
الكفاح المسلح هي حركة عنف جماهيري موجهة ضد التواجد الاستعماري على أرض معينة يدعو لمواجهة الاحتلال أو الاستعمار أو نظام حكم مستبد بسلاح والطرق العنيفة لازالة الاحتلال أو الاستعمار أو النظام المستبد بالقوة وتدعوا للعمل بسلاح لتحرير البلدان المضطهدة من نير الدول الاستعمارية والأنظمة المستبدة ولأثبات حق الشعوب المظلومة وإعادة كرامتهم وأقرته الامم المتحدة وإعتبرته مشروعا من أجل إزالة أي احتلال.

## مشروعيته في القانون الدولي
ان ميثاق الأمم المتحدة لعام 1945 يقر في بنوده حق الشعوب في المقاومة، ففي المادة الأولى من الميثاق الدولي نجد أن هناك أهدافاً ومقاصد أراد تحقيقها هذا الميثاق من قبل الدول العظمى نفسها التي ألزمت باقي الدول بالتوقيع عليه، ومن هذه الأهداف:
أولاً: حفظ السلم والأمن الدولي، وتحقيقاً لهذه الغاية تتخذ الهيئة التدابير المشتركة الفعالة لمنع الأسباب التي تهدد السلم وإزالتها، وتقمع أعمال العدوان وغيرها من وجوه الاخلال بالسلم، وتتذرع بالوسائل السلمية، وفقاً لمبادئ العدل والقانون الدولي، لإزالة الخلافات أو لحل المنازعات الدولية التي قد تؤدي إلى الإخلال بالسلم.
ثانياً: إنماء العلاقات الودية بين الأمم على أساس احترام المبدأ الذي يقضي بالتسوية في الحقوق بين الشعوب، وبأن يكون لكل منها تقرير مصيرها، وكذلك اتخاذ التدابير الأخرى الملائمة لتعزيز السلم العام.
ثالثاً: تحقيق التعاون الدولي على حل المسائل الدولية ذات الصبغة الاقتصادية والاجتماعية والثقافية والإنسانية، وعلى تعزيز احترام حقوق الإنسان والحريات الأساسية للناس جميعاً، والتشجيع على ذلك بلا تمييز بسبب الجنس أو اللغة أو الدين، ولا تفريق بين الرجال والنساء.
إن الفقرة الأولى من هذه المادة واضحة في أن مواجهة ومقاومة أي عمل عدواني هي أمر مشروع ومسوغ، مافاً إلى أن الاحتلال نفسه عمل مرفوض جملة وتفصيلاً، ولا يمكن تسويغه تحت أية حجة من الحجج.
أما الفقرة الثانية فهي تنطق بشكل صريح بحث المقاومة من قبل الشعوب، وان يكون لها حق تقرير مصيرها، واتخاذ كل التدابير الممكنة والملائمة لأجل ذلك. إن المقاومة ضد الاحتلال بأي شكل من أشكاله هي حق تقرير المصير عينه، فالمحتل والمعتدي يصادر مصير ومستقبل الشعب الذي يحتله، ومن ثم تأتي المقاومة إجراءً طبيعياً مشروعاً بوصفه أحد التدابير المتخذة، لكي تقرر الشعوب مصيرها وتنال حقوقها المساوية لحقوق غيرها، ولما كان الاحتلال بكل مظاهره قيداً يمسك بمعاصم الأمم التي تم احتلالها، كان معنى ذلك أن حرية تلك الأمم باتت مسلوبة، والحرية حق من الحقوق المكفولة، وكل حق مكفول يباح لصاحبه استرجاعه بكافة الأساليب المتيسرة لديه، وهذا الحق في الاسترجاع هو المقاومة، ولا اسم آخر لها.

## مقوماته
- وجود أرض محررة لممارسة حركة الكفاح
- وجود نوعية تسليح جيدة وتوفر مصادر للأمداد بالذخيرة والسلاح
- وجود إمكانيات لوجستية مثل (معسكرات الأعداد لتدريب العسكري\قواعد للمقاتلين\تحصينات عسكرية\مستودعات لتخزين الأسلحة\ملاجئ أمنية سرية)
- وجود قادة شرفاء ليقودوا حركة الكفاح بشكل جيد
- وجود أيديولوجية ثابته وموحدة
- تشكيل حكومة ثورة لتقود الكفاح المسلح وتقوم بتنظيمه ودعمه
- وجود وعي ثوري عند المجتمع الذي يقوم بالكفاح المسلح أو نشره إذا لم يكن موجود
- وجود التفاف جماهيري وتأييد شعبي حول حركة الكفاح المسلح بشكل قوي

## أساليبه وتكتيكاته
يعتمد على عدة طرق:
- المواجهة المسلحة المباشرة : يعتمد هاذا الأسلوب عند وجود منطقة محررة من الأرض تمارس عليها حركة الكفاح المسلح كافة نشاطاتها العسكرية ولا يوجد فيها قواع أو تواجد للعدو،(وهي حرب بين قوات مسلحة نظامية كاملة التسليح (قوات العدو) ومليشيات عسكرية شبه نظامية يكون تسليحها جيد نسبيا (كتائب المقاومة) ويكون هاذا التكتيك عبارة عن حرب واسعة شاملة تستخدم فيها أساليب مختلفة من القتال (مثل: اشتباكات مسلحة موسعة مع قوات العدو\إطلاق قذائف صاروخية على قواعد العدو\الأنزال خلف خطوط العدو\اختراق حدود العدو).
- العمليات العسكرية المنظمة : هي العمليات العسكرية المخطط والمجهز لها والتي تقوم بها (خلايا المقاومة) في البلدان المضطهدة والمحتلة ضد (الجيش المعادي) ومعسكراته (وتتمثل في: الهجوم المسلح على المراكز والمعسكرات التابعة للجيش المعادي\اختطاف وأسر جنود العدو\اغتيالات ضد قادة العدو\تفجير أليات عسكرية تابعة لجيش العدو\نصب كمائن مسلحة ضد قوات العدو\الأقتحام المسلح لقواعد العدو\زرع الألغام والعبوات الناسفة في الطرق الذي يسلكها جنود وأليات العدو\قنص جنود العدو\القيام بأعمال تجسس على مخططات قوات العدو).
- نقل المعركة إلى داخل مناطق العدو: تقوم الحركة المنظمة للكفاح المسلح ببناء (شبكات عسكرية سرية) في المناطق الذي يحتلها العدو وتكون هاذه المناطق ضعيفة أمنيا بسبب تواجد كبير لقوات العدو وفيها قواعد عسكرية ضخمة له وتكون أيضا ذات تواجد سكاني تابع للعدو وتؤسس هاذه الشبكات العسكرية لتقوم بتنفيذ هجمات (مثل: احتجاز الرهائن المدنيين\تفجير السيارات المفخخة\تفجير القنابل الموقوته) في المناطق المأهولة سكانيا وعسكريا التابعة للعدو.
- الهجمات الفردية المدنية: هي الهجمات التي يقوم بها الأفراد المدنيين ضد جنود العدو والتي تتخذ طابع فردي غير منظم وغير مبرمج وعفوي ومستقل بشكل تام عن حركة الكفاح المسلح المنظمة. وتتمثل هاذه الهجمات عن طريق (الهجمات بسلاح الأبيض ضد جنود العدو\الهجمات بالزجاجات الحارقة (مولوتوف) ضد أليات العدو وقواعده العسكرية\كمائن إلقاء الحجارة ضد قوات العدو\حملات التخريب التي تستهدف بشكل منظم تخريب شبكات المياه وشبكات الكهرباء وشبكات الهاتف التابعة لمناطق العدو).

## أمثلة عليه
- الثورة الكوبية 1953-1959
- الثورة الفيتنامية 1946-1975
- الثورة الانوجولية 1961-1975
- الثورة الجزائرية 1954-1962
- الثورة الليبية 1923-1942

حركات كفاح مسلح معاصرة :
- الثورة الفلسطينية المعاصرة 1965-إلى الآن
- الثورة اللبنانية المعاصرة 1982 - إلى الآن
- الثورة الشيشانية المعاصرة 1994 - إلى الآن
- الثورة العراقية المعاصرة 2003- إلى الآن
- الثورة السورية المعاصرة 2011 -إلى الآن
- الثورة الليبية الثانية المعاصرة 2011 - إلى الآن
- الثورة اليمنية المعاصرة 2011 - إلى الآن

## مسميات أخرى له
- المقاومة المسلحة
- المقاومة العنيفة
- العمل الجهادي
- العمل المسلح
- العمل العسكري
- العمل القتالي
- حركة التحرر الوطني
- النضال
- الثورة
- الأنتفاضة
- العمل الفدائي